# Burmai Állam

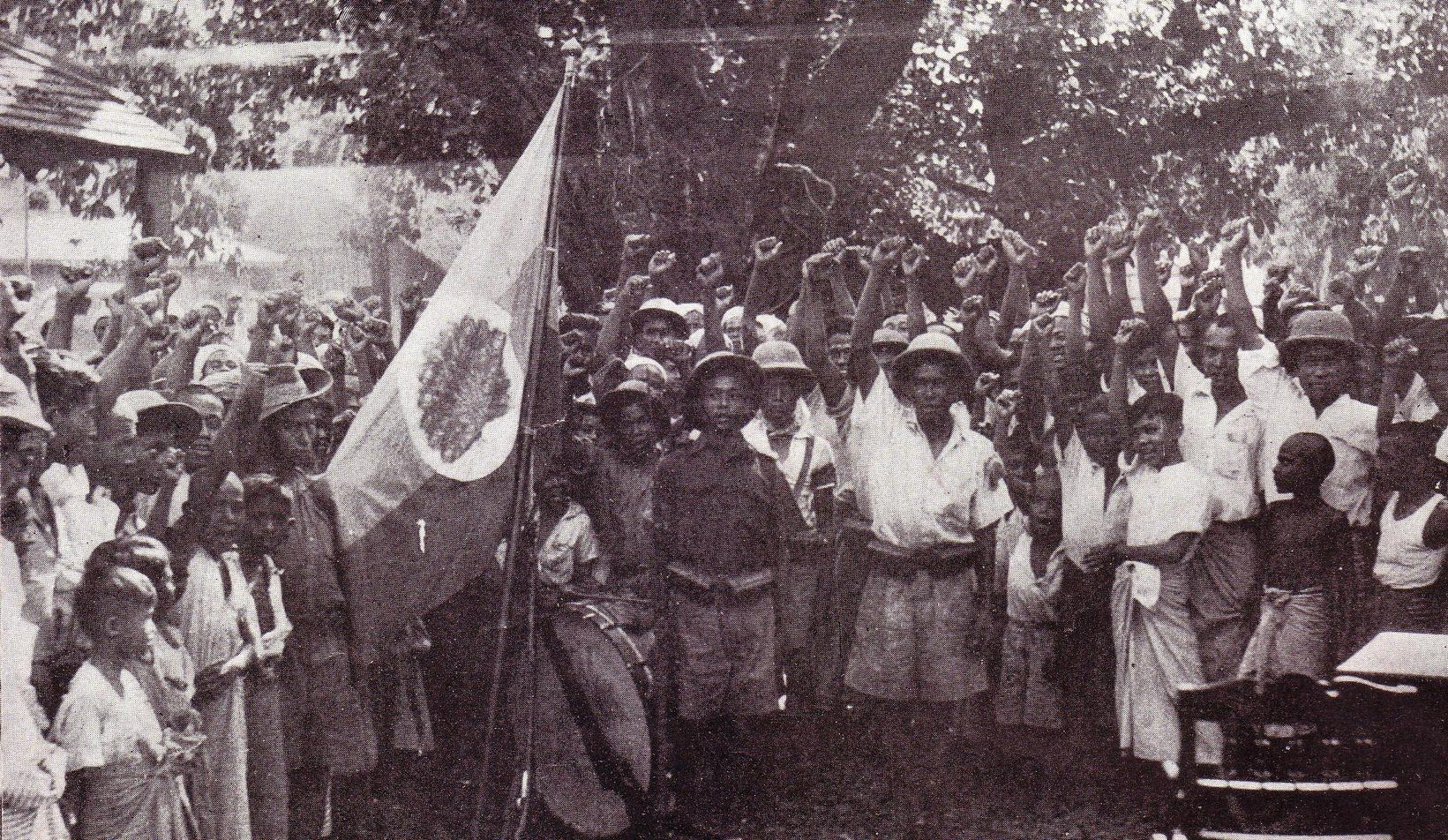
A Burmai Felszabadítási (később Nemzeti) Hadsereg katonái

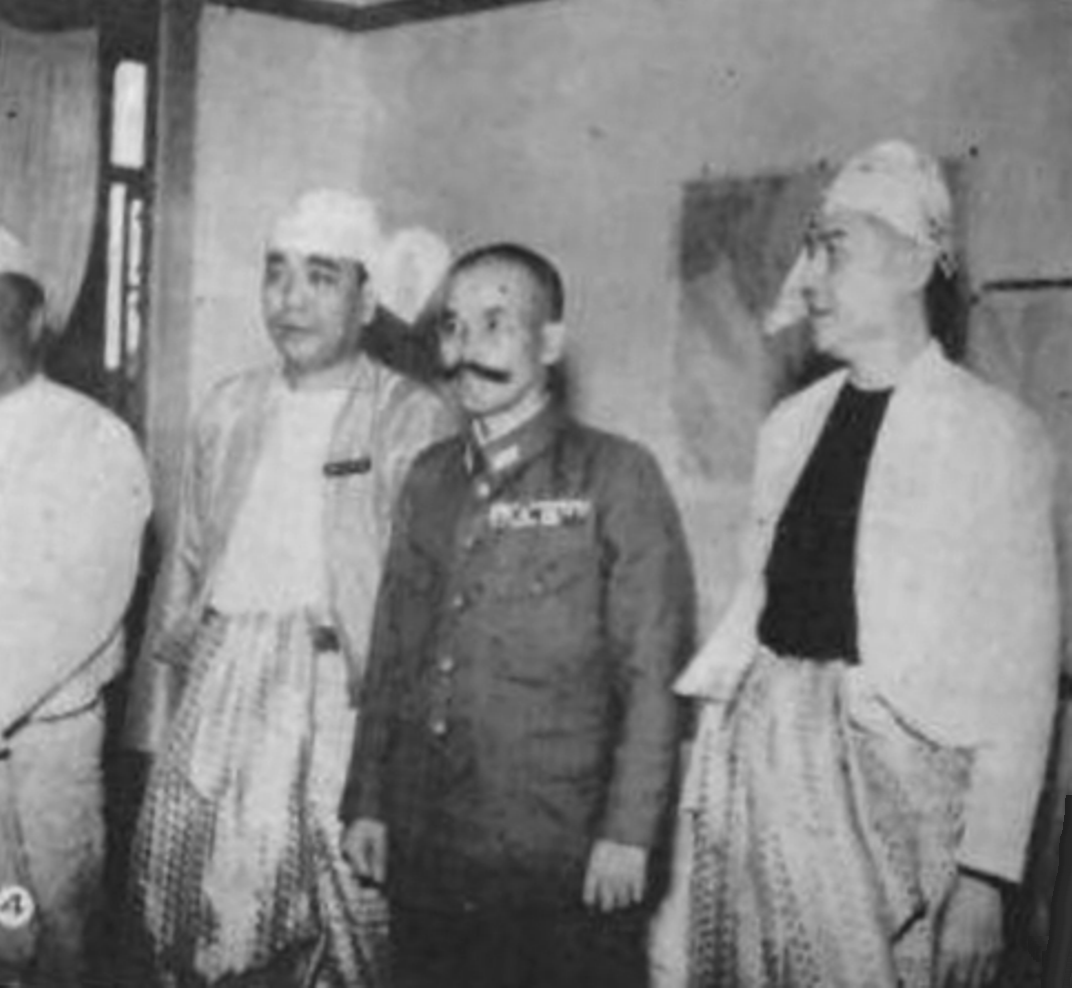
A bábállam vezetői Kavabe Maszakacu japán tábornokkal Rangunban, 1943-ban

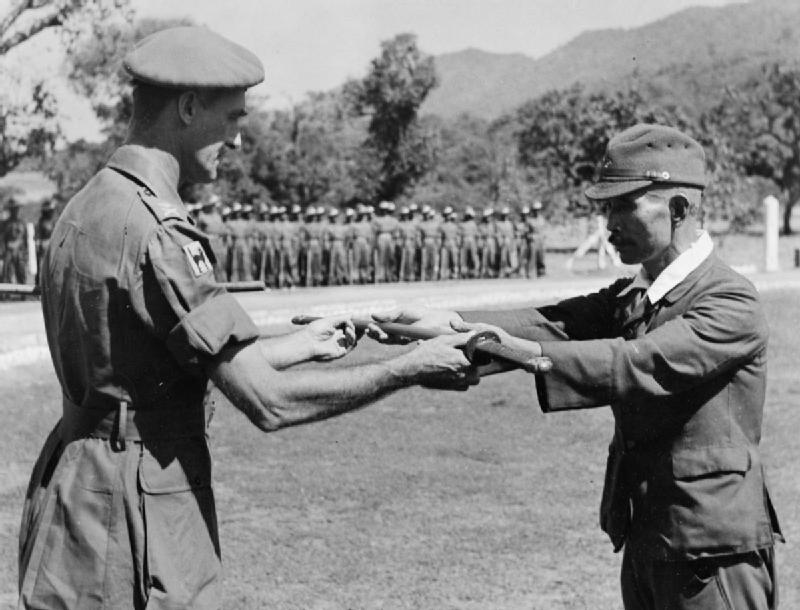
A japán csapatok kapitulációja Burmában: Takehara tábornok átadja katanáját Arthur W. Crowther brit tábornoknak

A Burmai Állam (burmai nyelven ဗမာနိုင်ငံတော်, japánul ビルマ国) japán bábállam volt, amely a második világháborúban, a Japán által megszállt Burmában (ma Mianmar) létezett1943 és 1945 között.

## Előzmények
1941. decemberében, Kína és Indokína lerohanását követően a Japán Birodalom az Egyesült Királysággal is háborúba keveredett Délkelet-Ázsiában. 1942-ben japán csapatok hatoltak be az angol fennhatóság alatt álló Burmába. A burmai hadjáratnak elsődleges célja volt, hogy Japán rátehesse a kezét a Yenangyaung környéki olajmezőkre, illetve az ország rizstermelésére és más ásványkincseire, amelyek a háború folytatásához elengedhetetlenek voltak. Ezenkívül a japánok el akarták vágni Csang Kaj-sek utánpótlását Kínában, ugyanis már 5 esztendeje zajlott a második kínai–japán háború és a japánoknak még mindig nem sikerült teljesen legyőzniük a Kuomintang vezette kínai nemzeti erőket, bár Kína egy tekintélyes részét (beleértve Mandzsúriát, ahol Mandzsukuo néven hoztak létre bábállamot) már a kezükben tartották. Távolabbi tervek között szerepelt India japán meghódítása is.
Burmát négy hónap alatt foglalta el a brit-indiai csapatoktól a 15. japán hadsereg Iida Sódzsiró tábornok vezetésével. A britek elleni érzelmeket a japánok már a támadás elején igyekeztek kihasználni és védőszárnyuk alatt létrejött az ún. Burmai Felszabadítási Hadsereg. 1942 tavaszán egy ideiglenes kormány is összeállt, de a japán vezetésen belül nézeteltérések voltak a Burmának szánt sorsot illetően. Az ideiglenes kormány alakítását a japán inváziót irányító parancsnokok ösztökélték, míg a legfelsőbb vezetés nem fogadta el a tervet és a japán kormány is csak homályos ígéreteket tett a független Burma megteremtésére, amelyet csak a háború után szándékoztak megtenni. 1942. augusztus 1-jén Rangunban mégis sor került egy burmai vezetésű közigazgatás létrehozására azzal a céllal, hogy a polgári közigazgatás a japán katonai adminisztráció keretein belül működjék. Ennek élére dr. Ba Mo ügyvéd és politikai aktivista került, akit a britek korábban tevékenysége miatt börtönbe vetettek.

## Az állam létrehozása
1943-tól a japánok számára a háború balszerencsés fordulatot vett, amit egyebek mellett a Burmának és a Fülöp-szigeteknek adományozott látszatfüggetlenségekkel próbáltak ellensúlyozni, megváltoztatva az addigi elképzelést, miszerint csak a háború után adtak volna függetlenséget ezen területeknek. Az új államoknak csatlakozniuk kellett a Nagy-kelet-ázsiai Közös Felvirágzás Övezethez. Tódzsó Hideki japán miniszterelnök ígéretet tett továbbá arra, hogy Burma teljes függetlenségét az 1943. január 28-tól számított egy éven belül megadják, cserébe Burma hadat üzen az Egyesült Királyságnak és az Egyesült Államoknak. Japán úgy vélte, hogy ennek valódi tétje van a második világháborús tengely-győzelem tekintetében és a nyugati gyarmatosítással szembeni ellenállást is erősíthetik, Burma pedig a japán katonai és gazdasági erőfeszítéseket annál jobban támogatná. Tódzsó ráadásul elégedett volt a burmai kollaboránsokkal, ezért azt tervezte, hogy a burmai bábállamhoz csatolja Északkelet-India nagy részét is.
A Burmai Függetlenségi Előkészítő Bizottság Ba Mo elnökletével alakult meg 1943. május 8-án, amelynek helyi szinten elismert és tekintélyes tagjai voltak. 1943. augusztus 1-jén a burmai japán katonai adminisztrációt feloszlatták és kikiáltották a Burmai Államot, amely azonnal eleget tett a japán kérésnek és hadat üzent az angoloknak valamint az amerikaiaknak, szövetségre lépve Japánnal.
Az állam vezetője Ba Mo lett, akit Naingandaw Adipadi (államfő) címmel ruháztak fel és elvben korlátlan jogkört biztosítottak neki. Kabinetje vele együtt tizennégy főből állt. Ba Mo az az évi Tokióban tartott Nagy-Kelet-Ázsiai Konferencián is jelen volt. A valóságban csak rozoga hatalommal bírt, ami nem élvezte a lakosság támogatását, s kizárólag a japán katonai jelenléttől függött. A felszabadítási hadsereget átkeresztelték Burmai Nemzeti Hadsereggé, amely a kormány fegyveres ereje lett, ám tagjai igencsak félszívvel álltak Ba Mo és a japánok mellett.

## Fennállása
1943. szeptember 25-én a japánok a szan államokat is a burmai bábállam irányítása alá helyezték, kivéve a Szalven folyótól keletre fekvő Kengtungot és Mongpant, amiket Sziámhoz (ma Thaiföld) csatoltak.
Burma névlegesen független állam volt, de a Japánnal kötött háborús megállapodás a szuverenitását nagyban körülhatárolta. A császári hadsereg, amely nagy létszámban állomásozott a térségben, rendre önhatalmúlag járt el a különféle ügyekben. A burmai állam hatóságaival nem egyeztettek és azok bele sem szólhattak az intézkedésekbe.
A Burmai Nemzeti Hadsereg hűsége folyamatosan gyengült, s egyes vezetői már 1943 végétől, de leginkább 1944-től kapcsolatokat kerestek a japánellenes burmai ellenálló földalatti csoportokkal, sőt a kommunistákkal is. Végül az ellenállási csoportokon keresztül közvetett kapcsolat alakult ki a brit-indiai csapatokkal.
1944. decemberében antifasiszta ellenállási mozgalom, az AFO felvette a kapcsolatot brit-indiai hadsereggel és jelezte, hogy a nemzeti hadsereggel közösen japánellenes felkelést készek kirobbantani. A britek egyelőre ellenezték a felkelés azonnali kirobbantását, mert kedvezőtlennek tartották az időzítést és komoly fenntartásaik voltak az addig kollaboráns nemzeti hadsereggel szemben.
Végül 1945 elején a nemzeti hadsereg erői Közép-Burmában fellázadtak a japánok ellen. 1945. március 27-én a nemzeti hadsereg többi része Rangunban felvonulást rendezett azt a látszatott keltve, hogy Japán mellett áll és a közép-burmai harcokhoz akar csatlakozni. Ehelyett megtámadták a japánokat, majd a Lajos Ferenc battenbergi herceggel, a brit-indiai erők parancsnokával folytatott tárgyalást követően Aung Szang tábornok, Ba Mo védelmi minisztere hivatalosan is bejelentette a csatlakozást a szövetségesekhez.
Ba Mo kormánya teljesen összeomlott, ezért Sziámba kellett menekülnie. Ott Ba Mót elfogták és Japánba deportálták.